# Настъпление в Леванте
Настъплението в Леванте започва през април 1938 г. и е опит на националистическите сили на Франсиско Франко да превземат град Валенсия, държан от републиканците по време на Гражданската война в Испания.
Националистите окупират провинция Кастелон, но офанзивата се проваля поради лошото време и упоритата съпротива на републиканските войски на отбранителната линия XYZ.

## Предпоставки
След успеха на Арагонската офанзива, в резултат на която националистическите армии достигат Средиземно море, Републиката е разделена на две; Испанската републиканска армия е в безпорядък и пътят към Барселона е отворен за националистите. Дори генерал Висенте Рохо твърди, че Барселона може да бъде превзета с "по-малко сила и за по-малко време", отколкото през януари 1939 г. Националистическите генерали и германските и италианските съюзници на Франсиско Франко очакват бърза атака срещу Барселона. Въпреки това, Франко решава да се обърне на юг срещу столицата на Испанската република Валенсия, защото се страхува от френска намеса в Каталуния след аншлуса. Освен това не иска бърз край на войната, тъй като води война на унищожение срещу Републиката, за да смаже всяка опозиция. Дионисио Ридруехо твърди, че: „Една дълга война означаваше пълна победа. Франко избра по-жестокия вариант, който от негова гледна точка беше и по-ефективен.“

## Националистическа офанзива
Националистическата офанзива започва на 25 април с кастилския армейски корпус на генерал Хосе Енрике Варела, галисийския корпус на Антонио Аранда и формацията на Гарсия Валиньо, но напредването е спряно на 27 април. На 1 май националистите продължават офанзивата си, напредвайки на три фронта от Теруел (Варела), брега на Средиземно море (Аранда) и централна колона, движеща се между тях през планините (Гарсия Валиньо). Националистите установяват, че вървят бавно поради дъждовното време през март и април, което забавя настъплението, трудния терен, който подпомага отбраната на републиканските сили, и упоритата решителност на републиканските войски, подсилен с нови оръжия от Франция: съветски изтребители Supermosca (I-16 Type 10) с четири картечници, 40 изтребителя Grumman FF и зенитни оръдия. На 13 юни Кастелон пада от корпуса на Гарсия Валиньо след няколкодневни битки, но те са спрени близо до Сагунто. С падането на Кастелон, националистите разполагат със средиземноморско пристанище, в което могат да бъдат доставени муниции и храна за войските на националистите на този фронт.
Националистите са изненадани от съпротивата на републиканските сили и генерал Алфредо Кинделан се опитва да убеди Франко да се откаже от операцията. Легион „Кондор“ е изтощен и в крайна сметка е изтеглен от фронта. Въпреки това, Франко нарежда атаката да продължи и Валенсия да бъде превзета до 25 юли. До началото на юли националистите подсилват фронта с три дивизии от Италиански експедиционен корпус, водени от генерал Марио Берти, и четири дивизии от корпуса Турия на генерал Хосе Солчага. Освен това националистите разполагат с деветстотин оръдия и четиристотин самолета на този фронт и току-що са получили около 50 италиански средни бомбардировача (BR.20, SM.79, SM.81). Противопоставяйки се на националистите, републиканците разполагат с шестте армейски корпуса от армията на Леванте на генерал Леополдо Менендес.
На 5 юли Гарсия Валиньо атакува от Кастелон, но е спрян от републиканските сили, водени от полковник Густаво Дуран и генерал Менендес в Сиера де Еспадан. Последният натиск на националистическата офанзива започва на 13 юли. На запад корпусът на Солчага се придвижва на юг от Теруел с корпуса на Варела и италианците на техния фланг на изток, а формацията на Гарсия Валиньо се опитва да напредне надолу по брега. След известна решителна съпротива при Мора де Рубиелос и Сарион, републиканската линия в Сиера дел Торо се разпада. След това националистите напредват 60 километра, докато не са спрени от укрепленията на линията XYZ, минаващи на изток и запад от Вивер в Сиера де Еспадан.

## Битката на линията XYZ
Между 18 и 23 юли тези защити, държани от два републикански корпуса, водени от полковници Ернесто Гуемес и Карлос Ромеро, успяват да спрат настъплението на националистите. Националистите се опитват да пробият републиканската защита с вълни от пехота и интензивни бомбардировки, но републиканските защитници чрез използването на добре планирани окопи и защитени комуникационни линии успяват да нанесат тежки загуби на националистите (около 20 000 жертви), страдащи сравнително малко (само 5 000 жертви). На 23 юли офанзивата спира, а битката при Ебро, предотвратява по-нататъшни атаки на линията, като изтегля осем националистически дивизии и тяхната тежка артилерия. Националистическата офанзива приключва на по-малко от 40 километра от Валенсия.

## Последица
Според Бийвър отбраната на линията XYZ е много по-голяма победа за Републиката от Гуадалахара. Националистите окупират провинция Кастелон, но не успяват да завземат Валенсия и претърпяват тежки загуби. Републиканската армия има време да се реорганизира и да планира нападението през река Ебро. Освен това републиканските сили в Каталуния имат време да се превъоръжат с оръжията, получени през френската граница, която е отворена отново през март.